# Delsbo

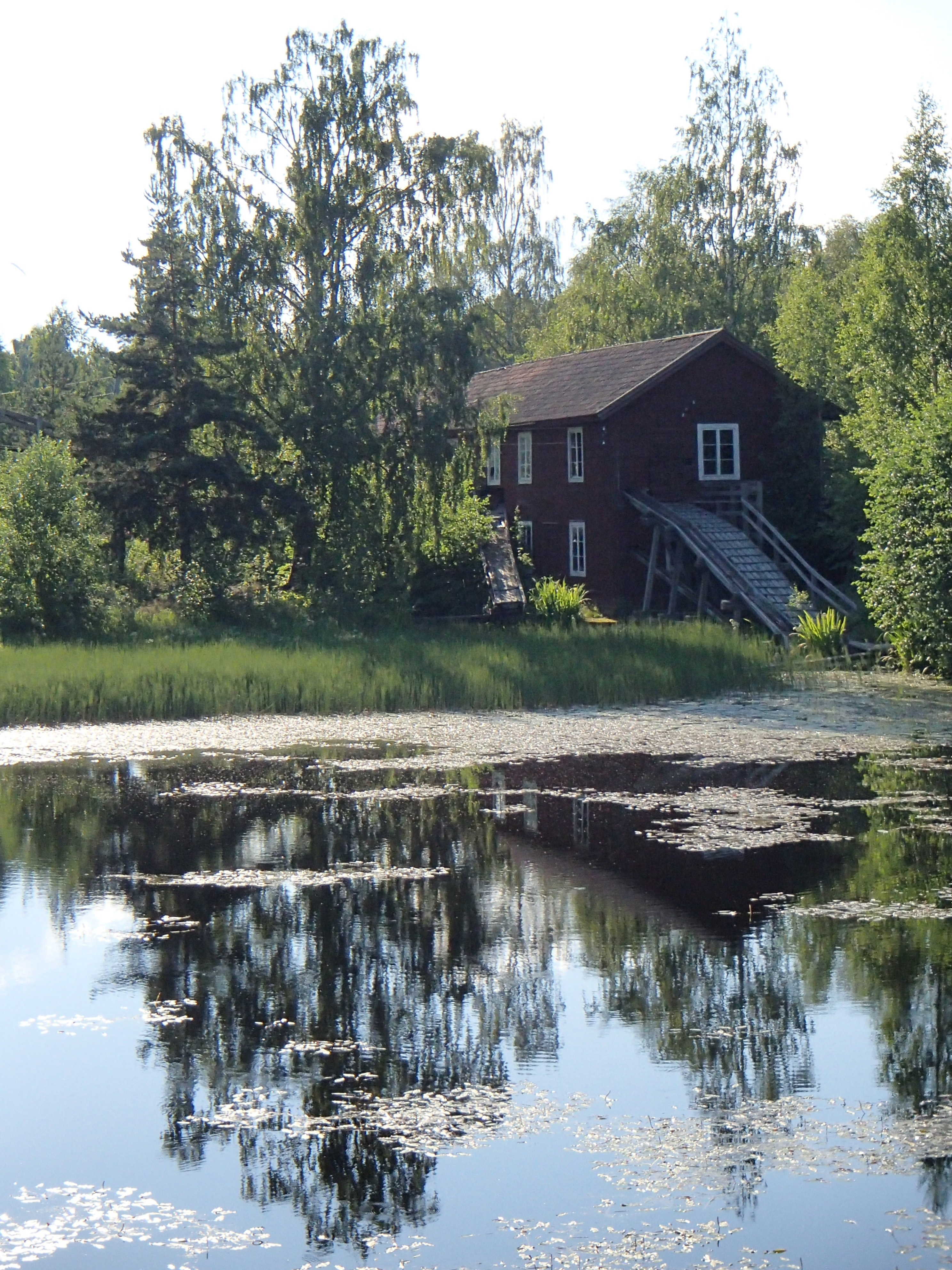
Ede såg i Delsbo.

Delsbo (uttal [ˈdelːsbʊ], med kort vokal) är en tätort i Delsbo socken i Hudiksvalls kommun, i Hälsingland och ligger 33 kilometer väster om Hudiksvall. Delsbo ligger mellan Södra Dellen och Stömnesjön. Länsväg 305 börjar här och riksväg 84 från Hudiksvall går genom Delsbo vidare mot Norge.

## Musik
Delsbo spelmansstämma äger rum på Delsbo Forngård varje sommar. 
Västerbrokören med Gunnar Andersson och Klint-Olle är från Delsbo.

## Befolkningsutveckling
| Befolkningsutvecklingen i Delsbo 1960–2020 | Befolkningsutvecklingen i Delsbo 1960–2020 | Befolkningsutvecklingen i Delsbo 1960–2020 | Befolkningsutvecklingen i Delsbo 1960–2020 | Befolkningsutvecklingen i Delsbo 1960–2020 |
| ------------------------------------------ | ------------------------------------------ | ------------------------------------------ | ------------------------------------------ | ------------------------------------------ |
|                                            |                                            |                                            |                                            |                                            |
| År                                         |                                            |                                            | Folkmängd                                  | Areal (ha)                                 |
| 1960                                       | 1960                                       |                                            | 1 289                                      |                                            |
| 1965                                       | 1965                                       |                                            | 1 627                                      |                                            |
| 1970                                       | 1970                                       |                                            | 2 120                                      |                                            |
| 1975                                       | 1975                                       |                                            | 2 400                                      |                                            |
| 1980                                       | 1980                                       |                                            | 2 548                                      |                                            |
| 1990                                       | 1990                                       |                                            | 2 451                                      | 282                                        |
| 1995                                       | 1995                                       |                                            | 2 439                                      | 285                                        |
| 2000                                       | 2000                                       |                                            | 2 295                                      | 285                                        |
| 2005                                       | 2005                                       |                                            | 2 189                                      | 285                                        |
| 2010                                       | 2010                                       |                                            | 2 192                                      | 285                                        |
| 2015                                       | 2015                                       |                                            | 2 185                                      | 337                                        |
| 2020                                       | 2020                                       |                                            | 2 236                                      | 317                                        |
|                                            |                                            |                                            |                                            |                                            |

## Näringsliv

### Handel
Vid Edevägen finns två livsmedelsbutiker, en Hemköp och en Ica Supermarket (Delsbohallen).
Delsbo konsumtionsförening bildades 1915 och hade som mest fyra butiker. Den uppgick 1922  i Västra Hälsinglands konsumtionsförening. Senare gjordes andra organisationsförändringar innan verksamheten på 1960-talet uppgick i Konsum Alfa, som år 1969 valde att lägga ner Konsumbutiken i Delsbo.

### Bankväsende
År 1900 öppnade Hudiksvalls folkbank ett kontor i Delsbo. Folkbanken blev senare Hudiksvalls kreditbank som år 1920 uppgick i Uplands enskilda bank. Helsinglands enskilda bank etablerade ett kontor i Delsbo år 1907. Denna bank uppgick med tiden i Mälarbanken som senare blev en del av Svenska Handelsbanken. År 1932 överlät Uplandsbanken sina Norrlandskontor till Svenska Handelsbanken, inklusive det i Delsbo. Delsbo hade även ett sparbankskontor tillhörande Hudiksvalls sparbank.
Den 30 april 2021 lade Handelsbanken ner i Delsbo. Därefter hade sparbanken ortens enda bankkontor.

## Kända personer från Delsbo
- Bror-Eric Bergqvist (konstnär)
- Jörgen Brink (längdskidåkare)
- Erik Brodén (musiker)
- Brita Carlsdotter Rudolphi  (konstnär)
- Tyra Fischer (skådespelare)
- Ida Gawell-Blumenthal (”Delsbostintan”, dock född i Arbrå)
- Thore Härdelin, (spelman, grundare av Skäggmanslaget)
- David ”Dalle” Johansson (längdskidåkare)
- Pär Johansson (grundare av Glada Hudik-teatern)
- Gunilla Kindstrand (journalist)
- Thomas Magnuson (längdskidåkningsvärldsmästare)
- Mattias Nilsson (fotbollsspelare)
- Eva Olsson (längdskidåkare)
- Johan Persson (musiker)
- Willie Sjöberg (skådespelare)
- Ebba Andersson[13] (längdskidåkare)
- Klara Hammarström (artist)